# Mark Schrödter
Mark Schrödter (* 1972) ist ein deutscher Erziehungswissenschaftler. Er ist seit 2010 Professor für Sozialpädagogik des Kindes- und Jugendalters an der Universität Kassel.

## Leben
Mark Schrödter studierte von 1992 bis 1999 Erziehungswissenschaft an der Universität Bielefeld (Diplom in Erziehungswissenschaft) und Social Anthropology an der University of London, School of Oriental and African Studies (SOAS) (Master of Arts in Social Anthropology). Im Zeitraum von 1999 bis 2002 war er Stipendiat im DFG-Graduiertenkolleg „Jugendhilfe im Wandel“ der Universitäten Bielefeld und Dortmund. Von 2002 bis 2003 war er als wissenschaftlicher Mitarbeiter im Kompetenzzentrum informelle Bildung der Universität Bielefeld, welches vom BMFSFJ gefördert wurde, tätig.
2004 promovierte er in Erziehungswissenschaften an der Universität Bielefeld, seine Dissertation trägt den Titel „Die Einheit Interkultureller Jugendhilfe: Strukturbestimmung und Rekonstruktion“. 2010 folgte die Habilitation mit der Habilitationsschrift: „Soziale Arbeit als Gerechtigkeitsprofession“ an der Universität Bielefeld.
In der Zeit von 2004 bis 2006 war er als wissenschaftlicher Mitarbeiter im DFG-Projekt „Dienstleistungsqualität in der Sozialen Arbeit“ beschäftigt. 2005 war er Gründungsmitglied des Kompetenzzentrums Soziale Dienste kom.sd in der Universität Bielefeld und im Zeitraum von 2006 bis 2011 Geschäftsführer des Bielefeld Center for Education and Capability Research. Im Wintersemester 2007/2008 hat er die Professur für Sozialpädagogik an der Westfälischen Wilhelms-Universität Münster vertreten. Im Wintersemester 2009/2010 hatte er die Vertretungsprofessur für Sozialpädagogik an der Otto-Friedrich-Universität Bamberg inne. Seit 2010 ist er Professor für Sozialpädagogik des Kindes- und Jugendalters an der Universität Kassel.

## Wirken
Seine Arbeitsschwerpunkte liegen insbesondere in der Theorie der Sozialpädagogik und Professionalisierung Sozialer Arbeit, den Autonomisierungsprozessen bei Kindern und Jugendlichen, in Fragen zu Kindeswohl und Kindeswohlgefährdung sowie im Bereich interkultureller/rassismuskritischer Sozialer Arbeit.